# یوشیکی
یوشیکی (انگلیسی: Yoshiki؛ زاده ۲۰ نوامبر ۱۹۶۵) یک موسیقی‌دان اهل ژاپن است. وی از سال ۱۹۷۷ میلادی تاکنون مشغول فعالیت بوده‌است.